# Yip Harburg
Edgar "Yip" Harburg, ursprungligen Isidore Hochberg, född 8 april 1896 i New York i New York, död 5 mars 1981 i Hollywood i Los Angeles, Kalifornien, var en amerikansk manusförfattare, sångtextförfattare och kompositör.

## Filmmanus
- 1968 – Finian's Rainbow
- 1946 – Ziegfeld Follies
- 1939 – Trollkarlen från Oz - (Originaltitel: The Wizard of Oz)

## Filmmusik
- 1993 - Star Trek: Deep Space Nine
- 1943 - Thousands Cheer
- 1939 – Trollkarlen från Oz